# 先秦文學
先秦文學泛指上古時代至公元前221年秦朝統—天下之前的文學作品，主要包括神話、韻文如《詩經》及楚辭、以及春秋戰國時代的散文。而一般被公認為最古老先秦文學的，是尚書。
先秦文學被視為中國文學的起源，是研究華夏民族早期歷史文化的重要橋樑。
由於中原各地尚未統一，先秦文學多帶有濃厚的地區特色。例如北方的《诗经》和儒家、墨家的散文，反映北方人民重实际的特点。屈原和宋玉的作品，想象丰富，文辞华丽，则是南方楚文化的产物。

## 詩經

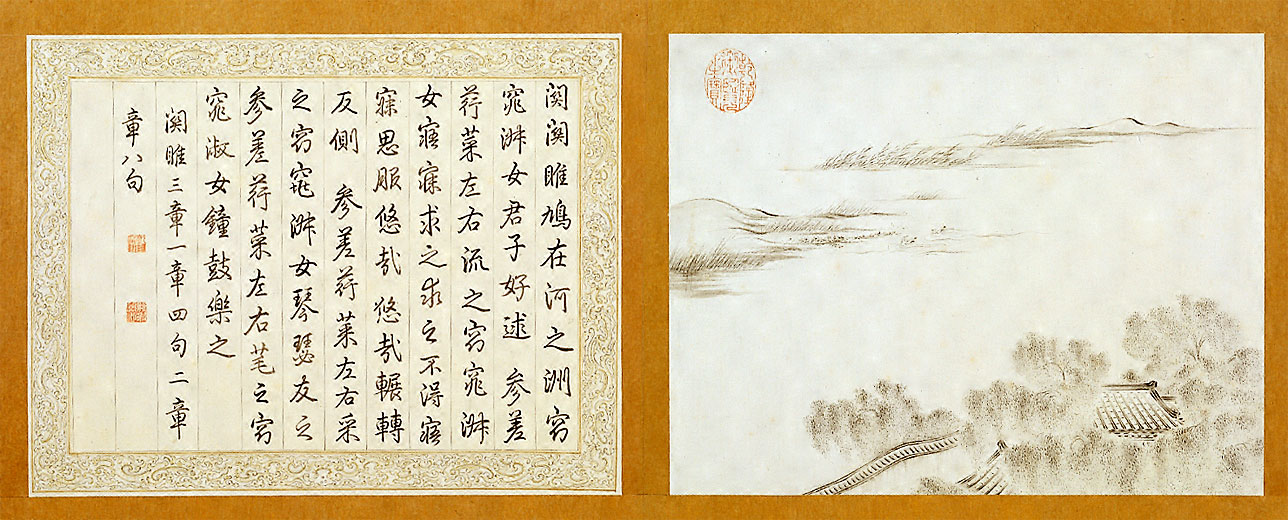
《御筆詩經圖》 - 乾隆帝御筆寫本

詩經原名为“诗”，在西汉独尊儒术五經博士設立之后被尊称为詩經。由於詩經共載有305首詩歌，取其約數，故後世又稱為“詩三百”。後世所提及的詩之六義，分別為：風、雅、頌、賦、比、興。其中前三者是《詩經》內容，後三者是《詩經》的文學手法。“風”是指十五國風，全國各地的民歌。相傳周天子定期官員去民間收集各地的樂曲，其中原因是民歌中反映人民的生活等等，當中有許多帶有諷刺意味的作品，可以看成是反應現實的現實主義作品；“雅”分“大雅”、“小雅”，是貴族宴飲時所奏的樂章；“頌”分“周頌”、“魯頌”、“商頌”，是諸侯宗廟祭祀的樂曲。“賦”，按朱熹《詩集傳》，“賦者，敷陳其事而直言之者也”，就是一種鋪敘的手法；“比者，以彼物比此物也”，就是比喻手法；“興者，先言他物以引起所詠之詞”，就是借其他景物等等作為詩歌的開始，發揮起興的作用。《詩經》中的文學手法，除了以上三種外，還有雙聲、疊韻、頂真等等。其中“複沓法”是《詩經》許多作品的主要特徵，簡言之，就是一首詩分成幾節，每一節內容基本相同，但當中會置換一些詞語，詞語的強烈程度會一節比一節強烈，反复暢詠以收一唱三嘆之效。另外，詩經中，尤其是國風，很多也是四言詩，是中國最早的四言詩。詩經中的現實主義思想，許多的詞藻，文學及藝術手法對後世作家影響深遠。在春秋時期，孔子認為《詩經》“溫柔敦厚”，稱之為“思無邪”，並把《詩經》作為教科書教導學生，後世的科舉也把詩經列入考試範圍當中，是入士必讀的作品之一。
比較著名的詩經篇章有《關雎》《蒹葭》《桃夭》《碩鼠》等。許多詩經的句子被後世的文章多次引用，因此成為成語在漢語中固定存在下來，如“如履薄冰”（《詩經·小雅·小旻》），“執子之手，與子偕老”（《詩經·邶風·擊鼓》），“靡不有初，鮮克有終”（《詩經·大雅·蕩》）等。

## 楚辞

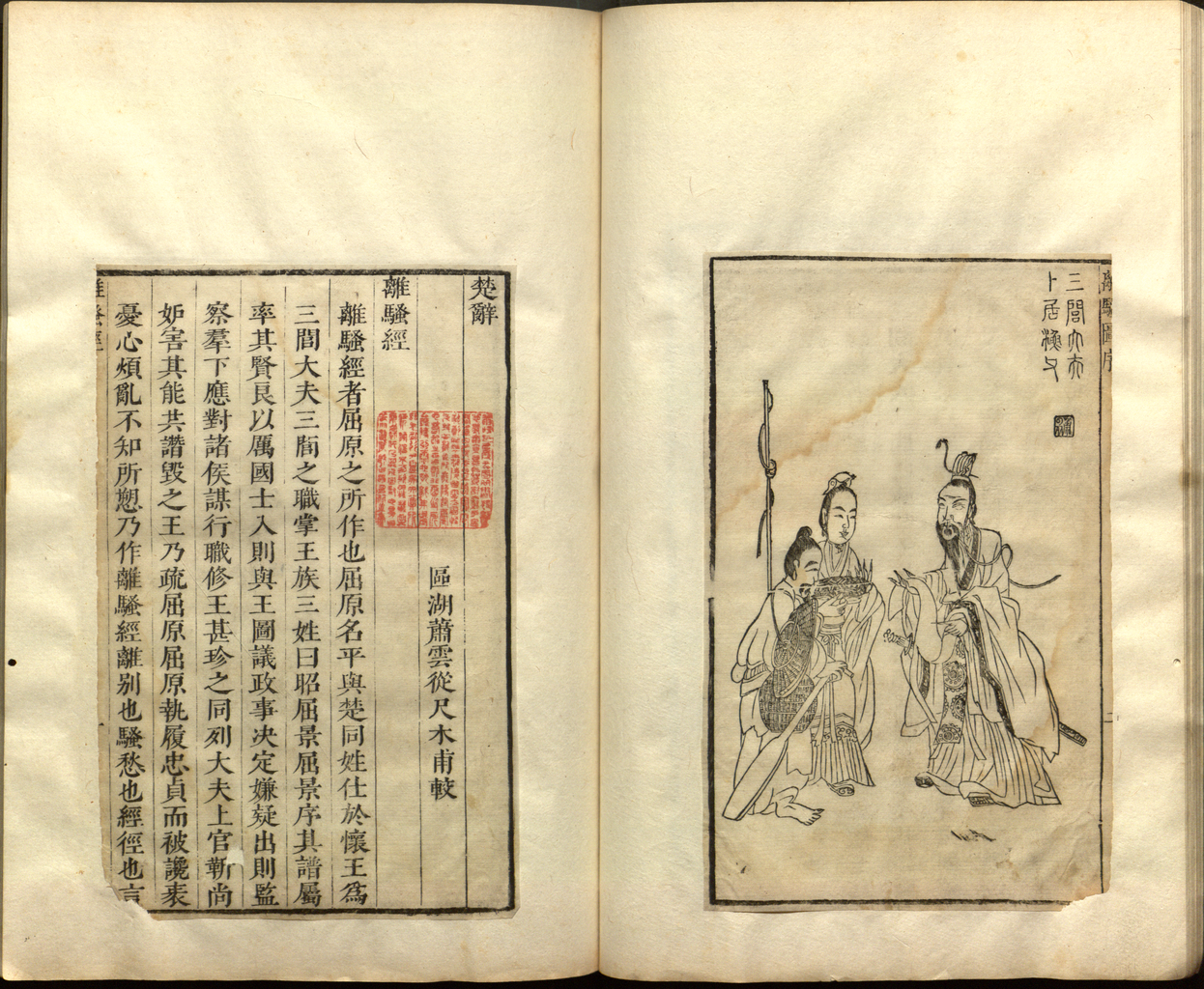
萧云从绘离骚图经

在戰國時代，位於南方長江的楚國一帶出現了與《詩經》大異其趣的文學體裁，一般稱之為“楚辭”。楚辭最早的記錄可見於西漢司馬遷的《史記·屈原傳》。楚辭的主要作家是屈原（前340年－前278年），在楚懷王之世遭讒被流放，至頃襄王時，投江自盡。有《離騷》《天問》《懷沙》等等作品傳世。除了屈原，也有宋玉等等的作家。司馬遷的時候還沒有用“楚辭”這個名字。參看《漢書·藝文志》有“屈原賦二十五篇”、“宋玉賦四篇”等等的記載，並指出這些作品不可以合樂而唱，但卻刻意朗讀，稱之為賦等等的說明。到東漢，王逸編成《楚辭章句》一書（二世紀後半），並輔以註釋，書中所記就是今天我們稱之為“楚辭”的作品。該書主要從政治，倫理的標準，配合屈原的生平來解釋當中的作品，但朱熹的《楚辭集註》就嘗試跳離政治倫理觀點，自由地解釋楚辭。
楚辭的特色，正如宋代黃伯思在《校定楚辭序》中概括說：「蓋屈宋諸騷，皆書楚語，作楚聲，記楚地，名楚物，故可謂之『楚辭』。」（見《宋文鑒》卷九十二）可以看到是用了大量的楚國的神話，事物，方言等等來進行創作的。在作品中，屈原用很多的比喻，比如香草美人，以配忠貞，碧禽臭物，以比讒佞，可以說是中國文學上最重要的浪漫主義作品之一。《九歌》保存了楚辭最古的文型，內容主要是描寫諸神的世界及神與人的互動關係等等，這是屈原以當時楚國的神歌神舞為材料寫作而成。《九章》則是描寫屈原現實的苦惱，放浪等等的主題編寫而成，共有九篇作品。除了以上短篇的作品，還有長篇的，如《天問》《招魂》《離騷》等等。宋玉則有以悲秋為主題的作品《九辯》。其他的作品如《遠遊》《卜居》《漁父》等等雖有些人認為是屈原的作品，但從內容及韻律來看，應是漢朝時期的作品。
楚辭中，要數最成熟的作品就是屈原的《離騷》，共三百數十句。內容敘述主角出身高貴，有優秀的才能，但適逢混俗之世，小人當道。主角雖努力保存自己的清白，但由於君主聽信讒言，最終失去信任。他不斷地自悲身世，有一天決定出遊去尋找理想之國。他在空中及神話世界中漫遊，日落時他仍繼續旅程。終於到達“天門”，但天帝不允許他進門。在這裡，還是有阿謏奉承的小人在阻礙。他繼續旅程，在他身後不知不覺已有排成一列的同行者。於是，當他打算脫離現實世界，飛上高高的天空上時，他在雲之間看到自己的故鄉。自己的馬匹跟同行者也感到難捨難離，不再往前走。詩中最後“亂”的部分，表達出由於在現實中沒有志同道合的人去實現自己的政治理想，就絕望地決定去彭咸的居所，這也預告作者屈原有在汨羅江投江自盡的意思。從另一個角度看，也可以把作品看成悲劇的英雄敘事詩。《離騷》對後世影響最為深遠，其名句“路漫漫其修遠兮，吾將上下而求索”“亦余心之所善兮，雖九死其猶未悔”常被後世的士大夫藉以自況。

## 散文
如果撇開口耳相傳的神話故事，中國最早出現的文章就要數商朝的甲骨文及周朝的金文等等。但由於兩者主要記述占卜及簡單政事記錄，可以看成是書面語的起源，若果說成是文學上的散文的起源還是在不成熟的階段。中國文學上文學散文的起源，誠如隋朝顏之推《颜氏家训·文章篇》指出：“夫文章者，原出五經”。五經，就是儒家經典的詩、書、禮、易、春秋。關於《詩經》，清朝章學誠《文史通義 詩教上》提出：“後世之文，其體皆備於戰國，人不知；其源多出於《詩》教，人愈不知也。”這種觀點把《詩經》看成是散文的源頭，也就是說《詩經》是具有詩歌及散文的元素。《書經》，古稱“書”，也叫“尚書”，其內容敘述上古至周朝政事記錄，全書的語言比較莊嚴拘謹，以下是周天子向降伏的殷朝遺民所發表的告示的一部分：
|                   | 告爾殷多士，今予惟不爾殺，予惟 時命有申。今朕作大邑於茲洛 |
| ——《周書·多士篇》 |                                                           |

文中的內容單純，但當中所使用的詞彙如“今”，“予惟”，“爾”等等有一種隆重及有威嚴的感覺，目的是要是殷朝遺民臣服周朝，富有現實性及具功效的文體。《春秋》是魯國的編年體史書，傳說由孔子所編修。當中的記述，編者按年代把歷史事件簡潔地記錄下來，但字裡行間卻隱含著編者個人的褒貶，內容環繞人事及自然現象。
先秦散文中的說理散文又稱諸子散文，如《論語》是孔子及其弟子言論的彙編，由孔子門生及再傳弟子紀錄而成，是儒家重要的經典之一。另如《老子》、《孟子》、《墨子》、《莊子》等，均如《論語》，由弟子紀錄而成；到了戰國末年，《韓非子》《荀子》二書，始為荀況、韓非等手著。

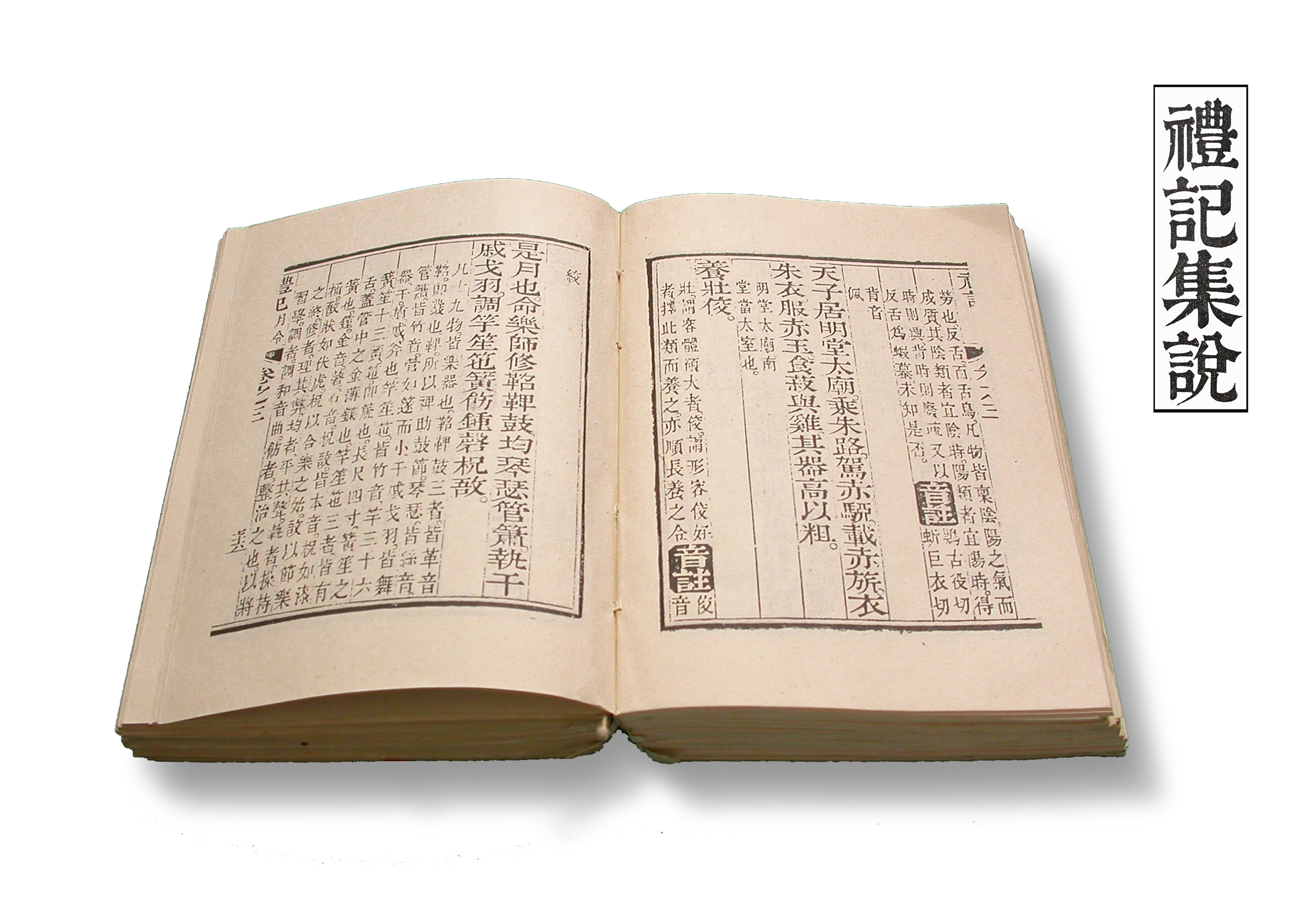
礼记

先秦敘事散文中的《尚書》（又稱書經）是從堯舜到春秋时期的歷史，是中國現存最早的史書。《禮記》內容包括周代的典章制度及各種禮儀，後世很多儒家思想均和此書有關。《春秋》是魯國的史書，是中國現存最早的一部編年體史書。相傳春秋三傳為《左傳》、《穀梁傳》、《公羊傳》等(出自《漢書》藝文志)，至戰國時代，敘事散文發展突飛猛進，《左傳》、《國語》、《戰國策》的出現，為中國敘事文樹立起楷模。